# Pseudolabrus sieboldi
Pseudolabrus sieboldi är en fiskart som beskrevs av Kohji Mabuchi och Nakabo, 1997. Pseudolabrus sieboldi ingår i släktet Pseudolabrus och familjen läppfiskar. IUCN kategoriserar arten globalt som livskraftig. Inga underarter finns listade i Catalogue of Life.